# Слуґоциці (гміна Бендкув)
Слуґоциці (пол. Sługocice) — село в Польщі, у гміні Бендкув Томашовського повіту Лодзинського воєводства.
Населення — 207 осіб (2011).
У 1975-1998 роках село належало до Пйотрковського воєводства.

## Демографія
Демографічна структура станом на 31 березня 2011 року:
|          | Загалом | Допрацездатний вік | Працездатний вік | Постпрацездатний вік |
| -------- | ------- | ------------------ | ---------------- | -------------------- |
| Чоловіки | 104     | 28                 | 67               | 9                    |
| Жінки    | 103     | 20                 | 55               | 28                   |
| Разом    | 207     | 48                 | 122              | 37                   |